# Acanthodactylus montanus
Acanthodactylus montanus — вид ящірок родини ящіркових (Lacertidae). Ендемік Марокко. Описаний у 2020 році.

## Поширення і екологія
Acanthodactylus montanus відомі з типової місцевості, розташованої в районі перевалу Тізі н'Тічка, у південно-східній частині гір Високого Атласу, на висоті 2260 м над рівнем моря.